# David Trobisch
David Trobisch (nacido el 18 de agosto de 1958) es un académico especializado en la Biblia cristiana, manuscritos antiguos del Nuevo Testamento y las Epístolas de Pablo. El historiador de arte Noah Charney describe a Trobisch como «un prominente académico liberal».

## Vida
David Trobisch nació en Camerún, donde sus padres, el teólogo alemán Walter Trobisch y la teóloga y autora americana Ingrid Trobisch, de soltera Hult, trabajaron como misioneros en nombre de la Iglesia evangélica luterana en Estados Unidos. Era el tercero de cinco hijos.
En 1964 la familia se mudó a Austria. En 1968 su padre publicó un libro sobre la infancia de David titulado Pimpelhuber's Adventures in Africa, America and Germany (Las aventuras de Pimpelhuber en África, América y Alemania), que tuvo ocho ediciones hasta el año 2000. En 1976 obtuvo su Matura en el HEB Saalfelden, ahora el Bundesgymnasium und Sportrealgymnasium HIB Saalfelden. Estudió teología protestante en la Augustana-Hochschule Neuendettelsau y en las Universidades de Tubinga y Heidelberg. En 1982 aprobó el primer examen teológico (Magister) en Heidelberg. En 1988 se doctoró en teología en Heidelberg con una disertación sobre la historia de la Colección de Epístolas Paulinas (Entstehungsgeschichte der Paulusbriefsammlung), supervisada por Gerd Theissen.
En su tesis de habilitación Die Endredaktion des Neuen Testamentes: eine Untersuchung zur Entstehung der christlichen Bibel (La edición final del Nuevo Testamento: una investigación sobre el origen de la Biblia cristiana), que fue aceptada en Heidelberg en 1995, argumentó, en contraste con la opinión que prevalece hoy en día, a favor de una edición final temprana y uniforme del canon del Nuevo Testamento en el siglo II.
Enseñó como asistente universitario en Heidelberg, en 1995/96 en la Universidad Estatal del Sudoeste de Missouri en Springfield (Missouri), en 1996/97 como Profesor Asociado Visitante de Nuevo Testamento en la Escuela Divinity de la Universidad de Yale y desde 1997 en el Seminario Teológico Bangor en Bangor (Maine), primero hasta el año 2000 como Profesor Asociado del Nuevo Testamento y desde 2000 hasta 2009 como Profesor de Lengua y Literatura del Nuevo Testamento en Throckmorton-Hayes.
De 2010 a 2013 fue un académico, revisor y autor privado.
En 2014, el empresario Steven Green lo nombró curador de la Colección Green en Oklahoma City y director fundador de las colecciones del Museo de la Biblia en Washington D. C.
En contraste con Green, Trobisch es considerado un prominente académico liberal en el espectro americano. Su nombramiento fue visto en los círculos de la papirología académica como un dramático paso adelante para la Colección Green.
Trobisch tiene residencias en Alemania, donde viven su esposa, su hijo y dos nietos, y una casa en Springfield, Mo. Cuando estaba en los Estados Unidos, se consideraba miembro de la Iglesia Evangélica Luterana en América.

## Obras selectas
- Trobisch, David (1989). Die Entstehung der Paulusbriefsammlung: Studien zu den Anfängen christlicher Publizistik (Disertación ThD de Heidelberg, Wintersemester 1987/88). Novum Testamentum et orbis antiquus (en alemán) 10. Freiburg, Schweiz: Universitätsverlag; Göttingen: Vandenhoeck & Ruprecht. ISBN 9783525539118. OCLC 20542167.
- Trobisch, David (1994). Paul's letter collection : tracing the origins. Minneapolis: Fortress Press. ISBN 9780800625979. OCLC 30036741.
- Trobisch, David (1996). Die Endredaktion des Neuen Testaments: eine Untersuchung zur Entstehung der christlichen Bibel. Novum Testamentum et orbis antiquus 31. Fribourg: Universitätsverlag; Göttingen: Vandenhoeck & Ruprecht. ISBN 3-7278-1075-0. OCLC 467576020.
- Trobisch, David (2000). The First Edition of the New Testament. New York: Oxford University Press. ISBN 978-0-195-11240-5. OCLC 827708997. doi:10.1093/acprof:oso/9780195112405.001.0001.
- Ward, Richard F; Trobisch, David (2013). Bringing the Word to life: engaging the New Testament through performing it. Grand Rapids, Michigan: William B. Eerdmans Publishing Company. ISBN 9781467437646. OCLC 871069009.